# Infiltració de policies espanyols en moviments socials dels Països Catalans dels anys 2020
La infiltració de policies espanyols en moviments socials dels Països Catalans dels anys 2020 és una estratègia d'espionatge emprada per la Comissaria General d'Informació del Cos Nacional de Policia espanyol sobre els moviments socials principalment als Països Catalans.

## Context
Aquesta estratègia es va dur a terme durant el govern de Pedro Sánchez i amb Fernando Grande-Marlaska com a ministre de l'Interior. Aquest ho va justificar en una pregunta parlamentària assegurant que buscava informació d'«objectius singularitzats» perquè tenia «sospites fonamentades que poden estar relacionades amb il·lícits penals.» Va afegir que l'espionatge era secret segons la llei de secrets oficials del 16 de febrer del 1996 i que es duia a terme segons l'article 11 de la Llei orgànica 2/1986 de Forces i Cossos de Seguretat de l'Estat. Per a Marlaska, l'objectiu últim era «protegir el lliure exercici dels drets i llibertats i garantir la seguretat ciutadana».
La llei de secrets oficials d'origen franquista serveix a l'estat espanyol per negar cap informació dels agents infiltrats, ni quants en té.

## Casos
A març del 2025 es coneixien sis casos de policies que s'havien infiltrat en l'activisme independentista, antiracista, mediambiental i per la defensa del dret a l'habitatge de Barcelona, Girona, València i Madrid. A l'abril del mateix any se'n coneixia un mes a Lleida.
La primera pertanyia a la 32a promoció del Cos Nacional de Policia (2018) de l'escola d'Àvila, quatre més a la 33a promoció (2019) on havien entrat l'11 de setembre del 2017, i els darrers van ser d'altres promocions de la mateixa escola.
Tots ells tenen en comú que van ser actius en la vida social, no van renunciar a tenir un paper protagonista en les mobilitzacions i fins i tot van establir relacions afectives estables amb les persones que enganyaven per tal d'aconseguir informació.
Els seus noms falsos eren Belén Hammad Gómez (àlies de Belén Awad-Ratib Gómez), Maria Perelló Amengual (àlies de Maria Isern Torres), Marc Hernàndez Pons (àlies d'Ignacio José Enseñat Guerra), Daniel Hernàndez Pons (àlies de Daniel Hermoso Pérez), Ramón Martínez Hernàndez (àlies de Ramón Muñoz Fernández), Mavi L.F. (àlies de María Victoria Canillas Sánchez), Sergio Botana (àlies de Sergio Gigirey Amado), Juan Carlos Pérez Romero (àlies de Carlos Pérez Moreno) i Joan Llobet Garcia (àlies de Álvaro Gaztelu Alcaire).

## Reaccions
Els reportatges sobre l'existència d'aquesta pràctica, publicada per la Directa i El Salto, van generar malestar mediàtic, social i polític. El Parlament de Catalunya va obrir una comissió d'investigació demanada per ERC, Junts, En Comú Podem i la CUP. Els ajuntaments de Girona, Sant Julià de Ramis, Salt, Olot, Banyoles i Figueres, van demanar al Parlament crear aquesta comissió a través d'una moció.
El mateix 2023 es va presentar una querella pel cas de l'infiltrat Daniel Hernández Pons, amb una denúncia per assetjament sexual. La Fiscalia i el jutjat d'instrucció no ho van voler investigar. El juliol del 2024 l'Audiència Provincial de Barcelona també va rebutjar investigar. Irídia i la CGT van anunciar que recorrerien al Tribunal Suprem, sense descartar acudir a la justícia internacional. El col·lectiu ACCIÓ Contra l'Espionatge d'Estat va opinar que no investigar aquests fets avalava la criminalització dels moviments socials i vulnerava els drets fonamentals.
També el 2023, la investigació de la Directa al respecte, Espionatge d'Estat, va rebre el premi de periodisme d'investigació Ramon Barnils pel seu «rigor». El 12 de gener del 2025, 3Cat va estrenar un documental titulat Infiltrats sobre el tema com a part del programa 30 minuts. La pel·lícula, coproduïda per 3Cat amb la Directa i Polar Star Films, tractava quatre dels casos coneguts. La nit que es va emetre per primera vegada se'n van programar projeccions en més de 40 ateneus, casals populars i centres socials d'arreu dels Països Catalans, d'entre els quals 4 a Mallorca i 3 a València.